# Watzmannhaus
Das Watzmannhaus ist eine Alpenvereinshütte der Sektion München des Deutschen Alpenvereins in 1930 m ü. NHN Höhe auf dem Falzköpfl nördlich unterhalb des Watzmann-Hochecks. Es befindet sich in den Berchtesgadener Alpen im Nationalpark Berchtesgaden in der Gemeinde Ramsau bei Berchtesgaden. Das Watzmannhaus ist der wichtigste Stützpunkt am Watzmann für Tages- und Übernachtungsgäste. Es ist im Sommer bewirtschaftet, im Winter steht ein Winterraum zur Verfügung.

## Geschichte
Ursprünglich plante die Sektion Berchtesgaden des DuOeAV den Bau einer Hütte am Watzmann, nachdem sie mehrere Wege angelegt hatte. Allerdings reichten die Finanzen nicht aus und so baute die Sektion München des DuOeAV, der es bis heute gehört, unter Führung von Franz von Schilcher das Watzmannhaus auf dem Falzköpfl. Grundsteinlegung war am 2. Juli 1887, bereits im Herbst wurde der Rohbau fertiggestellt. Nachdem der Innenausbau im Juli des darauffolgenden Jahres fertiggestellt war, wurde das Watzmannhaus am 5. August 1888 eingeweiht und bot Platz für 25 Personen. Die Bauarbeiten wurden von Baumeister Valentin Raspamonti aus Tarcento ausgeführt. Es steht steinschlag- und lawinensicher, allerdings ist es wegen der freien Lage stark den Witterungsverhältnissen ausgesetzt.

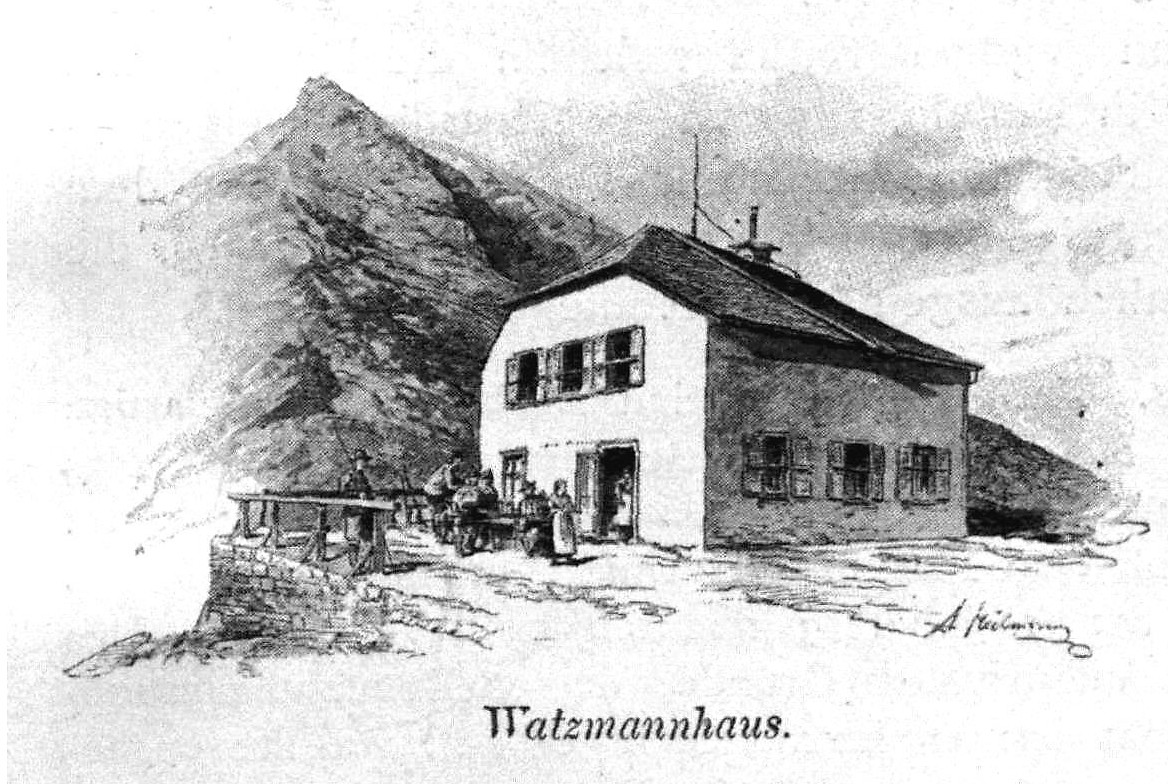
Watzmannhaus (ca. 1894)

Der große Andrang war von Anfang an deutlich und so wurde das Gebäude 1894 erstmals erweitert. Die in dieser Zeit eingeführte Benennung Münchner Haus am Watzmann setzte sich nicht dauerhaft durch. 1908 bis 1911 folgte ein größerer Neubau (erweitert auf 132 Schlafplätze). Er gab der Hütte ihr heutiges Aussehen, sie zählt mit bis zu 8000 Übernachtungen jährlich zu den meistbesuchten Berghütten des Alpenvereins. 1987 wurde die Wasserversorgung instand gesetzt, 1988 das Dach saniert und neu mit Lärchenschindeln eingedeckt. Ein Problem ist die Wasserknappheit, welche im Rekordsommer 2003 fast chaotische Zustände verursachte. Um die Situation zu verbessern, wurde das Haus 2006 auf den neuesten Stand der Umwelttechnik gebracht. Nun existieren Trinkwassertanks und eine umweltschonende Energiever- und Abwasserentsorgung. Weiterhin ist das Wasser knapp.
Die Versorgung der Hütte erfolgte früher zu Fuß und mit Lastentieren (Mulis), seit 1960 steht eine Materialseilbahn zur Verfügung. Sie überwindet mit einer Stütze einen Höhenunterschied von 600 Metern, die Talstation unterhalb der Mitterkaseralm ist über einen Forstweg per Geländefahrzeug erreichbar.
Johann Grill (Kederbacher) war als erster Hüttenwirt bis 1905 auf dem Watzmannhaus, dann übernahm sein Sohn Johann Grill der Jüngere bis 1911. 1911/12 war Adolf Adam Hüttenwirt, dann bis 1925 Anna Gschoßmann mit Familie Högerle. Ab 1925 bewirtschaftete die Familie Strobl-Bitterling das Haus über drei Generationen (Emma Sprick-Strobl bis 1955, Gabriele und Albert Bitterling bis 1977, Raimund Bitterling bis 1984) insgesamt 60 Jahre lang. Ab 1985 übernahmen nacheinander die Familien Eder, Kaltenbacher, Kurz und Verst.
Seit September 2018 findet eine Generalsanierung des Hauses statt. Der dabei geplante Abriss und Neubau des Salettls wurde nach einer Klage des Bundes Naturschutz vom Verwaltungsgericht München vorläufig untersagt.

## Zugänge
- Vom Parkplatz Wimbachbrücke (630 m) bei Ramsau bei Berchtesgaden über die Stubenalm und Mitterkaseralm, leicht, Gehzeit: 4 Stunden
- Vom Gasthaus Hammerstiel (780 m) bei Schönau am Königssee über Schappbachtal und Mitterkaseralm, leicht, Gehzeit: 4 Stunden
- Vom Dorf Königssee (605 m) über Klingeralm, Kührointalm und Falzalm, mittel, Gehzeit: 4½ Stunden
- Von Sankt Bartholomä (605 m) über Rinnkendlsteig, Kührointhütte und Falzalm, im ersten Teil anspruchsvoller Bergsteig, Gehzeit: 5 Stunden

## Übergänge
- Kührointhütte (1420 m) über Falzalm und Höhenweg, mittel, Gehzeit: 2 Stunden
- Wimbachgrieshütte (1330 m) über Watzmann-Hocheck, Mittelspitze, Südspitze und Schönfeldgraben („Watzmannüberschreitung“), Schwierigkeitsgrad I–II nach UIAA, teilweise gesichert, hochalpine Gratüberschreitung nur für geübte Bergsteiger, Gehzeit: 8–9 Stunden

## Gipfelbesteigungen
- Watzmann-Hocheck (2651 m) über Nordflanke, mittel, teilweise gesichert, Gehzeit: 2½ Stunden
- Watzmann-Mittelspitze (2713 m) über Hocheck, Schwierigkeitsgrad I nach UIAA, teilweise gesichert, Gehzeit: 3½ Stunden
- Watzmann-Südspitze (2712 m) über Mittelspitze, Schwierigkeitsgrad I–II nach UIAA, teilweise gesichert, Gehzeit: 5 Stunden
- Kleiner Watzmann (2307 m) sowie Watzmannkinder sind in erster Linie von der Kührointhütte aus zu erreichen